# Théâtre académique central de l'Armée russe
Le théâtre académique central de l'Armée russe (en russe : Центральный академический театр Российской армии), est un théâtre de Moscou. Au fil du temps il compte parmi ses acteurs Ludmila Kassatkina, Vladimir Zeldine, Ludmila Tchoursina (ru), Larissa Goloubkina, Nina Sazonova, Nikolaï Pastoukhov, parmi ses metteurs en scène Alekseï et Andreï Popov, Leonid Heifetz, Alexandre Bourdonski, Garold Strelkov.

## Situation
Le bâtiment se trouve au no 2 place Souvorov, près de la station de métro Dostoïevskaïa dans l'arrondissement Mechtchanski au nord du District administratif central de la capitale. Il est situé du côté nord de la place Souvorov. Non loin, du côté est de la place, se trouve l'Institut Catherine, classé monument d'architecture.

## Historique

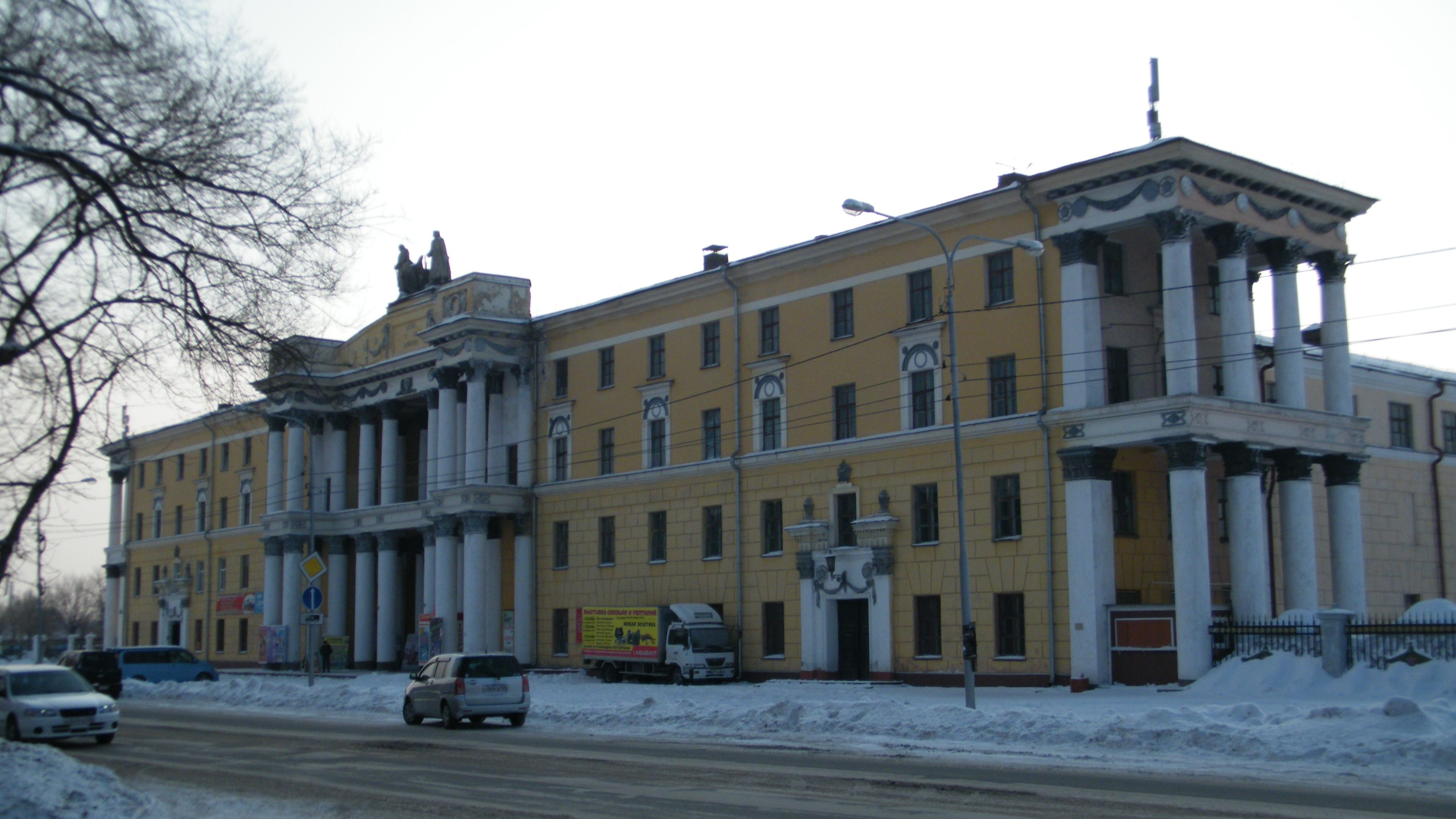
Théâtre dramatique d'Oussouriisk.

Conçue comme théâtre itinérant, la compagnie est fondée en 1929 sous le nom de théâtre central de l'Armée rouge (Центральный театр Красной Армии). En 1930-1931, son directeur artistique est Iouri Zavadski. Sans locaux attribués, la troupe passe dix ans à voyager sur tout le territoire d'URSS, afin de donner les représentations sur les bases militaires. En 1940, on l'installe dans le bâtiment actuel, l’œuvre monumentale de classicisme stalinien conçu par les architectes Karo Halabyan et Vassili Simbirtsev (ru). Le premier spectacle Général Souvorov d'Igor Bekhterev et Aleksandr Razoumovski a lieu le 14 septembre 1940. En 1937, on inaugure également la filiale de théâtre à Oussouriisk dans le Kraï du Primorie, sur la base du studio d'art dramatique dirigé par Firs Efimovitch Chichiguine (1908-1985) qui devient son premier directeur artistique. Le théâtre d'Oussouriisk est installé dans la Maison de l'Armée rouge Kliment Vorochilov avec la salle de 960 places, renommée depuis en Maison des Officiers.
Initialement le théâtre est dirigé par Vladimir Meskheteli qui en 1932 est remplacé par Iouri Zavadski. Puis, en 1935-1958 se poste est occupé par Alekseï Popov, la relève sera assurée par son fils Andreï Popov.